# Alfred Pognon
Pour les articles homonymes, voir Pognon.
Alfred Pognon est un avocat béninois, défenseur des droits de l'homme et personnalité politique. Admis au barreau en 1973, il a est élu bâtonnier de l'Ordre des avocats du Bénin en 1991, où il exerce trois mandats consécutifs. Il meurt le 10 novembre 2022.

## Biographie

### Carrière juridique
Pognon était un avocat qualifié, admis au barreau en 1973. Il est devenu bâtonnier (président) de l'Ordre des avocats du Bénin en 1991 et a exercé trois mandats consécutifs.

### Implication politique
Pognon était impliqué dans la fondation du parti Notre Cause Commune (NCC). Il a joué un rôle important dans la direction du parti, en tant que secrétaire général. Sa carrière politique l'a également amené à l'assemblée nationale du Bénin, où il a contribué aux débats parlementaires, notamment sur les questions de droits de l'homme.

### Activité juridique internationale
Pognon a également participé à la défense de Hassan Ngeze, une personnalité médiatique condamnée par le Tribunal pénal international pour le Rwanda (TPIR) pour son rôle dans le génocide rwandais de 1994. Il était l’un des avocats privés chargés de représenter Ngeze pendant le processus d’examen du dossier.

## Vie privée

### Mort
Alfred Pognon meurt le 10 novembre 2022, à l’âge de 78 ans.